# Thomas Hart Benton (maler)
|  | En ældre slægtning var senator Thomas Hart Benton (politiker), 1782-1858 |
Thomas Hart Benton, også Tom Benton (født 15. april 1889 i Neosho, Missouri, død 19. januar 1975 i Kansas City, Missouri) var en amerikansk maler. Han regnes for repræsentant for amerikansk regionalisme og "muralisme" (mur-, væg- eller gavlmaleri, "muralmaleri"). Hans cartoon-agtige malerier viser hverdagsscener fra Midtvesten, især billeder af førindustrielt liv på landet.
Benton var lærer i New York på Art Students League hvor en af hans elever var Jackson Pollock, 1929-31.

## Billedgalleri
- People of Chilmark , 1920. På Hirshhorn Museum and Sculpture Garden.
- Self Portrait with Rita, 1922. På National Portrait Gallery.
- The Sowers, 1941-45.